# Bílý Kriš
Bílý Kriš (rumunsky: Crișul Alb, maďarsky: Fehér-Körös) je řeka v Rumunsku a Maďarsku, pramenící v Apusenských horách a teče severozápadním směrem do Maďarska. Je levým přítokem Tisy. Délka řeky v Rumunsku je 237,5 km, v Maďarsku 9,8 km.
V Rumunsku teče přes města Brad, Ineu a Chișineu-Criș, v Maďarsku přes město Gyula. Několik kilometrů po překročení rumunsko-maďarské hranice u vesnice Vărsand se spojuje s řekou Fekete-Körös (Černý Kriš, rumunsky: Crișul Negru), aby vytvořila řeku Kriš (Körös).
| levé | pravé |
| --- | --- |
| Valea Albă, Valea Laptelui, Plai, Buceș, Bucureșci, Luncoiu, Țebea, Vălișoara, Unguroiu, Valea Văleni, Birtin, Vața, Prăvăleni, Valea Mare, Valea Rea, Sighișoara Mustești, Bodești, Almaș, Chișindia, Canalul Morilor Gut, Cigher, Chișer, Canalul Morilor | Artan, Brad, Junc, Ribița, Baldovin, Obârșia, Ociu, Hălmăgel, Leasa, Valea Leucii, Glimea, Valea Ursului Talagiu, Tăcașele, Zimbru, Feniș, Crocna, Dumbrăvița, Craicova, Topasca, Sebiș |